# Johann Christian Bach
Johann Christian Bach   (Leipzig, 5 de setembre de 1735 - Londres, 1 de gener de 1782) va ser un compositor alemany del període clàssic, onzè i darrer fill de Johann Sebastian Bach.

## Vida
JC Bach va nàixer a Leipzig, Alemanya. Son pare va donar-li les primeres lliçons de música. Fruit d'aquesta dedicació s'ha conservat el Klavierbüchlein für Wilhelm Friedemann Bach. A la mort del seu pare l'any 1750, va esdevenir deixeble del seu germà (per part de pare) Carl Philipp Emanuel Bach a Berlín.
L'any 1754 va traslladar-se a Itàlia on va estudiar contrapunt amb Giovanni Battista Martini, reconegut mestre de l'època més conegut com el Pare Martini. Entre 1760 i 1762 va treballar com a organista a la catedral de Milà, per a la que va escriure dues Misses, un Requiem, un Te Deum, i d'altres obres. En aquesta època es va convertir al catolicisme.
Va ser l'únic fill de Johann Sebastian que va compondre òpera italiana, començant amb àries destinades a ser inserides en òperes d'altres col·legues. El Teatro Regio de Torí li va encarregar la composició d'Artaserse, una òpera "seria" que va ser estrenada l'any 1760. L'èxit li va reportar nous encàrrecs de Venècia i Londres. Va acceptar l'oportunitat que se li obria a Londres i s'hi va traslladar el 1762, on va transcórrer la resta de la seua vida, recordant el cas de George Frideric Handel, compositor que va triar Londres com residència permanent cinquanta anys abans. Així, hom qualifica habitualment Johann Christian com el "Bach de Londres". La catedral de Milà va deixar el seu lloc sense ocupar, amb l'esperança que retornara.
Durant vint anys va ser el compositor més popular d'Anglaterra, on precisament es casà amb la soprano italiana Cecília Grassi: les seues obres dramàtiques, estrenades al King's theatre, van ser rebudes amb gran cordialitat.
La primera d'elles, Orione, va ser una de les primeres obres musicals en utilitzar clarinets. La seua darrere opera seria, La Clemenza di Scipione (1778), va romandre molt popular entre el públic londinenc durant molts anys i mostra interessants paral·lelismes amb la també darrere opera seria de Mozart: La Clemenza di Tito (1791), que suggereixen que Mozart podria haver estat influït per Bach en la seua composició.
Johann Christian va accedir al lloc de mestre de música de la reina, i entre les seues obligacions estava el fet de donar lliçons de música tant a ella com als seus fills, i l'acompanyament al piano amb el rei a la flauta. Els concerts de Johann Christian, donats en companyia d'Abel a la Hanover Square de Londres, van esdevenir ben aviat un dels entreteniments de moda predilectes dels londinencs. Els més cèlebres músics del moment van participar en aquests concerts, com ara el violoncel·lista italià Giovanni Battista Cirri, i moltes de les obres de Haydn hi van ser estrenades.

### Maduresa i amistat amb Mozart
Durant els primers anys a Londres, Bach va conèixer al violinista italià Gaetano Pugnani i al llavors infant de vuit anys Wolfgang Amadeus Mozart, que va visitar Londres com a part de les interminables gires de concerts a què el sotmetia son pare Leopold. Quan Mozart, sent un infant, va conèixer J. C. Bach, els dos van ser descrits pel pare d'aquell com "inseparables". Seien plegats a l'orgue i tocaven hores i hores. En assabentar-se anys després de la mort de JC Bach, Mozart va escriure en una carta a son pare que es tractava d'"una pèrdua per al món de la música."
Molts erudits sostenen que J. C. Bach va ser una de les més importants influències sobre Mozart, qui va aprendre d'aquell com produir brillants i atractives textures musicals. Aquesta influència és evident en el principi de la Sonata per a piano en Si bemoll KV 315c, (la sonata Linz, 1783 – 1784), que s'assembla molt a dues sonates de Bach que Mozart devia conèixer, i indirectament a l'intent de Bach en una primerenca sonata (en do menor, Op. 5 no. 6) de combinar més efectivament l'estil galant de moda en aquells temps amb la música fugada.
Johann Christian també va influir sobre el jove Mozart en les formes de la simfonia i el concert per a piano. L'esperit i el so de les obres del primer Mozart són molt similars a les de Johann Christian Bach. En el temps de la mort de Bach, Mozart estava component el Concert per a piano No. 12 en la major, K. 414; el segon moviment del qual (Andante) utilitza un tema molt semblant a un altre que es troba en l'obertura de La calamità del cuori de Bach. S'ha suggerit que aquest moviment lent de Mozart va ser un homenatge intencionat a JC Bach, a la seua música i a la importància d'aquesta en l'obra de Mozart.

## Avaluació pòstuma
La fama de Bach va declinar en les dècades posteriors a la seua desaparició, tot i que a Londres es va continuar programant la seua música amb certa regularitat, sovint emparellada amb les obres de Haydn. En el Segle XIX, va haver-hi un reviscolament de l'interès erudit en l'obra del pare de Johann Christian, però aquesta exaltació sovint es va fer a expenses d'una comparació amb l'obra dels seus fills gens favorable per a aquests. Per exemple Phillip Spitta manifestava com a conclusió de la seua biografia de J.S. Bach que "és especialment en els fills de Johann Sebastian Bach on s'aprecia la decadència d'aquest poder que havia culminat amb Johann Sebastian després de segles d'evolució" (Spitta, Vol. 3, p. 278). El primer biògraf de Johann Sebastian, Johann Nikolaus Forkel, va dir de Christian que "L'original esperit de Bach. .. no es troba en cap de les seues obres" (New Bach Reader, p. 458). No va ser fins al Segle XX que els estudiosos i el món musical van començar a adonar-se que els fills de Bach tenien del dret legítim de crear un estil propi, diferent al de son pare, sense que per això el seu llenguatge musical haguera de ser considerat inferior. A partir d'aleshores Johann Christian i els seus germans han atret un renovat interès.
Per altra banda, Johann Christian ha atret l'interès en ser el primer compositor que va preferir el piano als antics instruments de teclat, com el clavecí.
La seua música de joventut mostra la influència del seu germà major Carl Philipp Emanuel, mentre que la música del seu període italià està influïda per Sammartini.

## Contrastant els estils de J. S. Bach i J. C. Bach
El pare de Johann Christian Bach va morir quan aquest tenia quinze anys; per això és difícil trobar punts de contacte entre ells. Per exemple, en el cas Carl Phillip Emanuel Bach, germà de Johann Christian, les seues sonates per a piano semblen evocar certs elements de son pare; però aquest va morir quan Carl Phillip Emanuel tenia 36 anys.
La música Johann Christian, però, se separa de l'estil dels dos Bachs majors, és més melòdica i brillantment estructurada. Va compondre en l'estil galant, un estil que es caracteritzava per les frases equilibrades, l'èmfasi en la melodia i l'acompanyament, sense massa complexitat en el contrapunt. L'estil galant rebutjava les intricades línies de la música barroca, estimant-se més les melodies fluides en frases periòdiques. Va precedir l'estil clàssic, que va fusionar l'estil galant amb un renovat interès pel contrapunt.

## J.C. Bach i la simfonia
Les simfonies que es recullen en la llista d'obres de J.C. Bach en el New Grove Bach family ascendeixen a noranta-una. Un poc més de la meitat, exactament 48, se'n consideren autèntiques, restant-ne altres 43 sobre les que hi ha dubtes en l'autoria.
En comparació, Franz Joseph Haydn, qualificat sovint de "Pare de la Simfonia", en va compondre un poc més de 100. La major part d'aquestes no és directament comparable a les simfonies de Johann Christian Bach, perquè moltes de les simfonies de Bach corresponen a una categoria més propera a la simfonia italiana, i no a la simfonia clàssica, amb un major desenvolupament. Es pot fer una comparació potser simple però esclaridora amb la durada d'una simfonia típica de Bach i una altra de Haydn: una de les simfonies més aconseguides de Bach, l'Op. 6 no. 6 en sol menor, dura 13 minuts i 7 segons (en una gravació de la Hanover Band dirigida per Anthony Halstead), mentre que la Simfonia "Sorpresa" de Haydn en una gravació típica (d'Ádám Fischer dirigint l'Orquestra Autro-hongaresa Haydn) dura 23 minuts i 43 segons. Queda clar que un oient d'una simfonia de J.C. Bach no ha de tenir les mateixes expectatives que davant d'una simfonia de Haydn o Mozart.
La relativa absència de la música de J.C. Bach de les sales de concert no ha d'explicar-se, però, per una manca de qualitat artística, davant, per exemple, de la sobreabundància de Haydn i Mozart. Més aviat es deu a la seua posició històrica amb relació a l'evolució de la simfonia clàssica.
No obstant això, la música de J.C. Bach gaudeix d'un creixent reconeixement de la seua qualitat i significança. La gravació esmentada adés és part d'una integral dedicada al compositor en 22 CDs. Així mateix se n'han publicat recentment les obres completes.

## Miscel·lània
- Hi ha haver dos altres membres de la família Bach amb el nom de Johann Christian Bach, però no van ser compositors.